# Opius formosigaster
Opius formosigaster är en stekelart som beskrevs av Fischer 1978. Opius formosigaster ingår i släktet Opius och familjen bracksteklar. Inga underarter finns listade i Catalogue of Life.